# D-Generation X
D-Generation X (също Degeneration X, DX и D-X) са бивш кеч отбор, биещ се за WWE (преди WWF). По време на кариерата си като отбор те се изявяват като бунтовници и постоянно правят номера на другите.

## Историята на DX (1997 – 2011)
След като са се сформират за първи път през 1997 г., Дегенерация Х успешно се оформя малко по-късно от средата на 1997. Истинските приятели Шон Майкълс и Ловеца на сърца Хелмсли (продължаващ да бъде по-добре познат като Трите Хикса) са първите създатели, по-късно допълнени с техния бодигард Чайна, и тяхната застрахователна политика Рик Рууд. На 13 октомври 1997 г., групичката заформя името Дегенерация Х (D-Generation X) и за пръв път дебютира техният лозунг „Духай го!“.
През 28 март 1998, на Кеч Мания XIV, Шон Майкълс е WWF шампион, едновременно с това Трите Хикса е Европейски шампион. Те имат новобранеца в кеча Майк Тайсън като специален участник в главния мач на вечерта Шон Майкълс срещу Ледения Стив Остин. На края на мача Тайсън се включва към DX. Майкълс има проблем и е принуден да напусна групичката, на която е лидер. На следващото издание на RAW IS WAR, Трите Хикса се провъзгласява за новия лидер. Той обявява завръщането на X-Pac, за да реформира D-Generation X на D–X Армия. Членовете са X-Pack, Трите Хикса, Чайна, Били Гън и Уличния войн. По-късно името се връща обратно.
След кратко събиране през 2000 и 2002 г., DX се събират отново през юни 2006, в серия от събития случили се след КечМания 22, дават шанс на зрителите за мечта за завръщане на стария отбор DX.
На 12 юни, в издание на RAW, мълвата най-накрая се оказва истина. Докато Духовния Отряд размазват HHH в мач Пет срещу един (5 vs 1), Шон Майкълс излиза на ринга, за да защити стария си приятел. След като дуото разбива Духовния Отряд. DX се завръща. За сайта на федерацията те дават изявление към Винс Макмеън, което е просто и ясно. Тяхната фраза „Духай го!“. Макмеън се ядосва и поставя двамата членове на DX в мач срещу Духовния Отряд на турнира Vengeance. Победителя е явен още преди началото на мача. След победата си, Degeneration X се заяждат с Джонатан Коачман, Духовния Отряд, Винс Макмеън, и всеки който им се изправи на пътя, докато Трите Хикса не получава контузия на Новогодишна революция през 2007 г. Откакто Трите Хикса се завръща от контузията си през 2007 г., той и Майкълс се съюзяват от време на време.
На последния турнир за 2009 WWE TLC заедно с HBK побеждават Грамадата и Джерико в мач за безспорните отборни титли и за прув път в историята на DX стават шампиони по двойки. Откакто Трите Хикса се завръща от контузията си през 2007 г., той и Майкълс се съюзяват от време на време. Трите Х обръща внимание на индивидуалната си кариера а Шон се бори с финансовата криза като служител на кръвния си враг JBL, с които имат мач на No Way Out през 2009 Майкълс печели и се оттегля от кеча, същото след мача прави и JBL.
През 2009 след на един от многото мачове през дългата им вражда с Ренди Ортън и Наследниците Краля на кралете намеква за завръщането на DX, с думите „Ако не ви харесва имаме две думи за вас!“, полудялата публика в един глас отговаря „Духайте го!“. Следва телефонен разговор с отказалия се HBK, Играта го моли да се върне и да му помогне, тогава Сърцеразбивача отказва, следват още разговори без упех до момента в който Трите Хикса не отива в сградата в която Шон работи като готвач, там той го убеждава и още следващата седмица в Първична сила стават свидетели на една позната картинка. DX отново са заедно по-добри дори от началото на кариерите им. Набързо си оправят сметките с Наследниците като ги унижават няколко пъти а на Hell in a Cell ги побеждават по невероятен начин след като почти цялото време Шон е затворен сам в клетката. Следва вражда с безспорните отборни шампиони, Грамадата и Крис Джерико. На TLC DX ги побеждават в мач със столове, маси и стълби и по-този начин за пръв път заедно стават шампиони по двойки. Около три месеца по-късно губят титлите от новосформирания отбор на Грамадата и Миз. На кеч мания 25, Шон се опитва да прекрати серията на Гробаря, но не успява. На следващата година (на кеч мания 26) Шон залага кариерата си. Мачът е Streak vs Career (серия срещу кариера). Шон губи мача, което означава само едно-повече нямя да имаме възможност да видим любимата си групировка! На Hall of Fame 2011, точно преди WrestleMania 27 (на която Triple H има мач срещу гробаря), Сърцеразбивача е въведен в Залата на славата от най-добрия си приятел и бивш съотборник- The Game Triple H! Тогава той казва че Шон има много прякори – The Main Event (главното събитие) The Icon (иконата) Mr. WrestleMania (Господин Кеч Мания) The Showstopper (убиеца на шоута), но най-подходящият за него е Mr. Hall Of Fame (Господин Залата На Славата). След това те правят това, в което са най-добри, наелектризират публиката и подлудяват всички! После излизат
всички стари членове и поздравяват Майкълс.

## Титли
- Шампион на Федерацията (5 пъти) – Шон Майкълс (1), Трите Хикса (4)
- Европейски шампион (5 пъти) – Шон Майкълс (1), Трите Хикса (2) и Екс Пак (2)
- Хардкор шампион (2 пъти) – Роуд Дог (1) и Били Гън (1)
- Интерконтинентален шампион (2 пъти) – Трите Хикса (1) и Роуд Дог (1)
- Световни отборни шампиони (6 пъти) – Роуд Дог и Били Гън (5), и Трите Хикса и Шон Майкълс (1)
- Отборни шампиони (2 пъти) – Шон Майкълс и Трите Хикса (1), и Били Гън и Роуд Дог (1)

## Членове
- Трите Хикса
- Екс Пак
- Били Гън
- Роуд Дог
- Чайна
- Тори
- Рик Руд